# Waylon Jennings
Waylon Arnold Jennings (15. juni 1937 – 13. februar 2002) var en amerikansk countrysanger og sangskriver. Han betragtes som en af de største countrykunstnere nogensinde.
Waylon har været gift 4 gange, senest med Jessi Colter fra 1969 indtil Waylon Jennings' død i 2002.
Parret fik ét barn, Shooter Jennings, født i 1979, der nu har egen karriere mellem rock og country. Shooter portrætterede sin far i filmen Walk the Line om Johnny Cashs og June Carter Cashs liv. Waylon har også et barnebarn, med kunstnernavnet "Struggle", som bl.a. har lavet en sang med Yelawolf, dedikeret til sin bedstefar kaldet "Outlaw Shit" [kilde mangler].

## Opvækst i Texas 1937-1958
Jennings voksede op på landet i Littlefield i det vestlige Texas. Trods beskedne kår fik Jennings mulighed for at lære sig selv at spille på guitar som 8-årig, og i 1949 deltog han i en lokal audition, hvor hans optræden blev optaget af McShan, der ejede byens radiostation KVOW. McShan anmodede Jennings om at blive vært på radioen, 30 minutter om ugen.
Jennings fik som 12-årig sat et band sammen, som radioen introducerede som The Texas Longhorns. Genren var en blanding af traditionel western swing og bluegrass. Efter nogle år indspillede Jennings en demo (musik) på en anden lokal radiostation, KFYO, en radiostation, som han kom til at arbejde på, da han flyttede til Lubbock.
Jennings forlod skolen efter Tenth Grade for at spille musik. Hans tidlige musikstil var præget af westernmusikkens store navne, især Bob Wills og Ernest Tubb, men også Carl Smith og Elvis Presley.
Jennings' sang 'Bob Wills is Still the King' fortæller om tilværelsen i 1940'ernes og 50'ernes landlige Texas.
Omkring 1954 voksede Jennings fra sin barndomsby. Samme år flyttede han til den nærmeste store by, Lubbock. Hans indsats som radiovært og DJ gjorde ham kendt og populær i Lubbocks musikmiljø.

## Tidligste karriere 1958-1959
Via arbejdet på radiostationen KLLL mødte Jennings i 1958 en lokal jævnaldrende ung mand Buddy Holly. Buddy Holly var allerede et lokalt navn, men ønskede en større plads i musikindustrien. Buddy Holly var just gået fra sit band, og inviterede Jennings til at spille med ham, Tommy Allsup på guitar og King Curtis på saxofon. Efter begrænset succes ansatte Buddy Holly Waylon Jennings som bassist på Hollys "Winter Dance Party Tour".[7] Under turneer i Texas og de øvrige sydlige stater blev Holly en slags mentor for Waylon Jennings, som knyttede sig til Holly, som han anså for en af sine bedste venner. I 1958 var Buddy Holly producer på en af Waylon Jennings første professionelle indspilning af en sang, Jole Blon, der havde Buddy Holly på guitar.
I starten af 1959, da Waylon var 22, var han og Buddy Hollys band på bus-tour i de amerikanske midtveststater. Waylon var på scenen med Holly 2. februar, 1959, på Surf Ballroom, Clear Lake, Iowa. Efter koncerten havde Holly chartret et lille fly, der skulle flyve dem videre nord til Minnesota. Der var ikke plads til alle medlemmer af bandet, kun Holly, Ritchie Valens og J. P. Richardson. Waylon Jennings opgav at få plads i flyet. Da Buddy Holly jokede til Jennings, "I hope your ol' bus freezes up!", svarede Waylon Jennings kækt, "Well, I hope your ol' plane crashes!". Kort tid efter flyet var lettet, styrtede det ned ved Mason City, Iowa. Ingen ombordværende overlevede. Waylon Jennings' sidste ord til sin ven hjemsøgte og pinte ham i årtier, og prægede en del af hans tidlige karriere.

## Nashville
Tekst mangler, hjælp os med at skrive teksten

## Parløbet med Jessi Colter
I 1968 mødte Waylon Jennings sangerinden Jessi Colter i Phoenix, Arizona. Jessi var lige blevet skilt efter et liv i Los Angeles med musikeren Duane Eddy. Waylon forelskede sig i Jessis stemme og hjalp hende til en pladekontrakt hos Waylons udgiver RCA. I 1970 co-producerede Jennings noget af Jessis første plade, der – noget sigende – hed A Country Star is Born. Mellem optagelserne og pladedebuten giftede parret sig. I den kommende tid nåede de to singler på Top 40 (Elvis-coveret "Suspicious Minds" og "Under Your Spell Again"). I 1975 nåede Jessi's single ‘I’m not Lisa’ førstepladsen på det amerikanske Billboard, alt med Waylons mærkbare fingeraftryk.

## Outlaw-bevægelsen

### Baggrund
Countrymusikken gik ikke fri af 1960’ernes ungdomsoprør, men bud på en alternativ lyd var længe om at slå igennem overfor den traditionsbunde Nashville-lyd. I 1969 udgav Bob Dylan sit album Nashville Skyline, der var produceret med Johnny Cash på sidelinjen. Dylans navn var lige så stort som Cash', og de banede vejen for en ny lyd med guitar og bas som bærende instrument, og uden de for Nashville-lyden typiske violiner. Teksterne forlod ligeledes det romantiske til fordel for en mere udpræget kritik af det amerikanske samfund i Vietnamkrigens tid.

### Waylon’s oprør
I Nashville mødte Waylon Jennings bl.a. Willie Nelson. Sammen med andre – bl.a. Jessi Colter og Tompall Glaser – begyndte de at vende sig væk fra Nashville-lydens violiner og steelguitar til fordel for en mere rockinspireret country.
De 4 etablerede supergruppen The Outlaws, der i 1976 udgav LP’en "Wanted!". "Wanted!" blev countrymusikkens første platin-plade, og gjorde Willie og Waylon til stjerner, hvis status nu gjorde det muligt og endnu mere legitimt at trække countrymusikken i en anden retning, end det etablerede musikmiljø i Nashville holdt fast ved. Mens det endte med, at Willie Nelson blev træt af Nashville-miljøet og flyttede tilbage til Texas, blev Waylon Jennings i Nashville. Han fik en lejlighed sammen med en anden sanger og musiker, Johnny Cash. Bofællesskabet med Cash accelererede begge musikeres kreativitet og stjernestatus, men det accelererede også de tos afhængighed af narkotika, især kokain. Waylon Jennings' misbrug varede ved i henved 20 år indtil Waylon forlod Nashville og flyttede til Phoenix i Arizona.

## Highwaymen med Kris, Cash og Willie
I 1985 etablerede Johnny Cash countrymusikkens største superband The Highwaymen med medlemmerne Waylon Jennings, Willie Nelson og Kris Kristofferson foruden Cash selv. Gruppens første plade hed blot Highwayman, og indeholdt kun standards, hvilket sendte den til tops som nr. 1 på U.S. Billboard Top Country Albums i 1985. Gruppen turnerede i sen-1980'erne, bl.a. som led i FarmAid-initiativet, som Willie Nelson var med til at stå bag.
I The Highwaymens musik kom Waylon Jennings' musik til udtryk på en ny og tidssvarende måde. Waylon Jennings fremstod navnlig som den største stemme. En række sange featurede alene 2 eller 3 af gruppens medlemmer, men Waylon medvirkede på de fleste af sangene.
I 1990 udkom Highwayman 2. Pladen indeholdt mest nyt materiale, hvorfor den ikke fik samme succes som Highwayman 1.
I 1995 udkom The Road Goes on Forever.

## Phoenix-perioden
Tekst mangler, hjælp os med at skrive teksten

## Sygdom og død
Waylon Jennings døde 13. februar 2002 i Chandler, Arizona, af komplikationer som følge af sukkersyge. Ved begravelsen to dage senere sang Shooter "I've Always Been Crazy", som Waylon nåede countrylistens nr. 1 med i 1978, året før Shooter kom til verden.
Waylon Jennings ligger begravet på Mesa City-kirkegården i Mesa, Arizona.

## Diskografi
- JD's (1964)
- Folk Country (1966)
- Leavin' Town (1966)
- Nashville Rebel (Soundtrack) (1966)
- Waylon Sings Ol' Harlan (1967)
- Love Of The Common People (1967)
- The One And Only Waylon Jennings (1967)
- Hangin' On (1968)
- Only The Greatest (1968)
- Jewels (1968)
- Just To Satisfy You (1969)
- Country Folk (1969)(with The Kimberlys)
- Waylon (1970)
- Don't Think Twice (1970)
- The Best Of Waylon Jennings (1970)
- Ned Kelly (Soundtrack) (1970)
- Singer Of Sad Songs (1970)
- The Taker/Tulsa (1971)
- Cedartown, Georgia (1971)
- Good Hearted Woman (1972)
- Heartaches By The Numbers (1972)
- Ladies Love Outlaws (1972)
- Ruby, Don't Take Your Love to Town (1973)
- Lonesome, On'ry and Mean (1973)
- Honky Tonk Heroes (1973)
- Only Daddy That'll Walk the Line (1973)
- This Time (1974)
- The Ramblin' Man (1974)
- Dreaming My Dreams (1975)
- Wanted: The Outlaws (1976)
- Mackintosh And T J (Soundtrack) (1976)
- Are You Ready For The Country (1976)
- The Dark Side Of Fame
- Waylon Live (1976)
- Ol' Waylon (1977)
- White Mansions (1978)
- I've Always Been Crazy (1978)
- Greates Hits (1979)
- What Goes Around Comes Around (1979)
- Music Man (1980)
- Leather and Lace (with Jessi Colter) (1982)
- Black On Black (1982)
- It's Only Rock And Roll (1983)
- Waylon And Company (1983)
- Never Could Toe The Mark (1984)
- Waylon's Greatest Hits, Volume 2 (RCA, 1984)
- The Collector's Series – Waylon Jennings (1985)
- Turn The Page (1985)
- Sweet Mother Texas (1986)
- The Best Of Waylon (1986)
- Will The Wolf Survive (1986)
- Heroes (with Johnny Cash) (1986)
- Hangin' Tough (Universal Special Markets, 1987)
- A Man Called Hoss (MCA, 1987)
- Full Circle (1988)
- The Early Years (1989)
- New Classic Waylon (MCA, 1989)
- The Eagle (Epic, 1990)
- Too Dumb For New York City Too Ugly For L.A. (Epic, 1992)
- Ol' Waylon Sings Ol' Hank (RCA, 1992)
- Cowboys, Sisters, Rascals, & Dirt (Sony Wonder, 1993)
- Waylon Jennings – The RCA Years – Only Daddy That'll Walk The Line (RCA, 1993)
- Waymore's Blues (Part II) (RCA, 1994)
- Twentieth Anniversary Edition – Wanted: The Outlaws (1996)
- Right For The Time (Buddha Records, 1996)
- The Essential Waylon Jennings (RCA, 1996)
- Super Hits (RCA, 1996)
- Super Hits II (RCA, 1998)
- Closing In On The Fire (ARK 21, 2000)
- Never Say Die: Live (Lucky Dog (Epic), 2000)
- 20th Century Masters – The Millennium Collection: The Best of Waylon Jennings (MCA Nashville, 2000)
- Waylon Forever, (2008)

Med Willie Nelson:
- Waylon and Willie (RCA, 1978)
- WWII (RCA, 1982)
- Take It To The Limit (1983)
- Clean Shirt (1991)
- Waylon And Willie Super Hits (RCA, 1999)

Med The Highwaymen (Willie Nelson, Kris Kristofferson, Johnny Cash)
- Highwaymen (Columbia, 1985)
- Live (Image, 1986)
- Highwaymen 2 (Columbia, 1990)
- The Road Goes On Forever (Liberty, 1995)
- Highwaymen Ride Again (Sony, 1995)
- Super Hits (Columbia, 1999)
- The Road Goes On Forever [Bonus Tracks] (Capitol/EMI, 2005)
- The Road Goes On Forever [CD & DVD] (Capitol, 2005)
- Country Legends (DeLuxe Holland, 2005)